# Шевченко, Сергей Николаевич (селекционер)
Сергей Николаевич Шевченко (род. 29 июля 1960, Куйбышевская область) — российский учёный в области селекции и семеноводства сельскохозяйственных растений.
Член-корреспондент РАН (2016), доктор сельскохозяйственных наук (2006). С 2002 года директор Самарского научно-исследовательского института сельского хозяйства им. Н. М. Тулайкова, где работает вот уже более 30 лет. Лауреат Губернской премии Самарской области в области науки (1998) — за создание сортов яровой пшеницы, а также премии Губернатора Самарской области (2018) — за выдающиеся результаты в решении медико-биологических проблем.
Почетный работник агропромышленного комплекса России (2018).

## Биография
Родился в семье рабочих в г. Чапаевске Куйбышевской области. Там же окончил среднюю школу № 13. Вспоминал, что собрался стать агрономом уже в третьем классе школы. Окончил с отличием Куйбышевский сельскохозяйственный институт — ныне Самарский государственный аграрный университет (1982). Затем работал агрономом совхоза в родной области. После чего с 1983 года прошёл путь от младшего научного сотрудника до ныне (с 2002 года) директора Самарского научно-исследовательского института сельского хозяйства им. Н. М. Тулайкова, с 1995 года являлся заместителем директора по научной работе. В 1988—1991 гг. обучался в аспирантуре Всесоюзного НИИ растениеводства им. Н. И. Вавилова. В 1993 году защитил кандидатскую диссертацию, а в 2006 году — докторскую по проблемам селекции зерновых культур.
С. Н. Шевченко отмечал, что ему «очень повезло с наставником» — когда он поступил в Самарский НИИСХ, основам селекционной работы его обучал заведующий отделом селекции А. А. Вьюшков, в соавторстве с которым им были созданы 10 сортов мягкой пшеницы: «Семь лет вместе с Александром Алексеевичем работал в полях, писал отчеты, вникая во все нюансы селекции, прежде чем получить первый достойный результат», — рассказывал С. Н. Шевченко.
С 2002 по 2006 год одновременно доцент Самарской Государственной сельскохозяйственной академии; ныне входит в состав её учредителей.
Также состоит членом президиума Самарского научного центра РАН.
Член диссовета Д 999.091.03 (Рязанский государственный агротехнологический университет).
С 2016 года эксперт Российской академии наук.
На международной конференции 2018 года, посвященной 115-летию со дня основания Самарского НИИСХ и 85-летию со дня основания Поволжского НИИСС, С. Н. Шевченко предоставил доклад «Роль Самарского НИИСХ в инновационном развитии АПК Самарской области».

Мы обязаны создавать новые сорта, отвечающие требованиям российских производителей. Для чего нужны подобные сорта? Во-первых, каждый год появляются новые фитовозбудители и идет негласное соревнование между ними и человеческой мыслью по созданию средств защиты от фитовозбудителей. Это борьба. И мы должны ее выиграть. А вторая причина создания новых сортов — смена климатических условий. Есть новые реалии, такие как длительный засушливый период или резкое понижение температур без установившегося снежного покрова…— Член-корреспондент РАН Сергей Шевченко, 2016 год
Член редколлегии журнала «Зернобобовые и крупяные культуры».
Награжден почетными грамотами Минсельхоза РФ (2003), РАСХН (2010), Министерства образования и науки Самарской области (2010), дипломами и благодарностями, а также почетным знаком Самарской Губернской Думы «За служение закону» (2016).
Опубликовал более 220 научных трудов, в том числе 8 монографий. Соавтор сорта яровой мягкой пшеницы совместной селекции «Волгоуральская», а также сорта озимого ячменя Жигули.
Супруга — также агроном.